# 레일팬
레일팬(Railfan)은 온가쿠칸·타이토가 발매한 플레이스테이션 3용 전철 운전 게임이다.
제목은 온가쿠칸이 운영하는 철도 관련 종합 정보 웹사이트가 "레일팬"이라는 점을 착안해 여기서 이름을 따왔다. 타이토의 전차로 GO! 제작진과 공동으로 제작했다. 한편 레일팬은 온가쿠칸의 트레인 시뮬레이터 시리즈를 잇는 게임이기도 하다.
철도 시뮬레이션 게임으로서는 첫 HD 촬영에, 또 현재 발매된 플레이스테이션 3의 게임 중에서도 실사 동영상을 취급하는 것은 이 작품이 처음이다.
블루레이 디스크가 대용량을 저장할 수 있는 특징을 살려, 여러 각도의 시점에서 바라볼 수 있는 '아우터 뷰'(Outer view) 기능도 추가했다. 열차 바깥 지상은 물론 공중에서도 헬리콥터에서도 촬영해 이것을 운전석 전방 시점의 영상에 맞췄기 때문에, 버튼 하나로 순간으로 시점을 전환할 수 있다. 또한 일반적인 운전뿐만 아니라 역 주변의 주요 시설·관광지에 대한 정보를 나레이션과 함께 제공한다.
후속편, 레일팬 타이완 고속전철편도 출시되었다.

## 노선
- 주오 쾌속선(미타카 ~ 도쿄) → 차량: 일본국유철도 201계 전동차
- 게이한 전기 철도 게이한 본선(데마치야나기 ~ 요도야바시) → 차량: 게이한 전기 철도 8000계 전동차
- 시카고 'L' 브라운 라인 (킴볼 ~ 순환 ~ 킴볼) → 차량: 시카고 교통국 3200계 전동차